# Заболотна Марія Іванівна
Марія Іванівна Заболотна (25 травня 1924 — 16 липня 2011) — передовик радянського сільського господарства, доярка радгоспу «Кулундинський» Кулундинського району Алтайського краю, Герой Соціалістичної Праці (1971).

## Біографія
Народилася в 1924 році на селі Бессоновка, нині Кулундинського району Алтайського краю в селянській російській родині. Освіту здобула неповну.
У 1937 році стала працювати підсобним робітником на кухні в дитячому саду. У 1939 році прийшла працювати на ферму, у колгосп «Маяк Ілліча», через рік стала бригадиром тваринницької ферми. Всю війну пропрацювала в тваринництві. У 1954 році створено радгосп «Кулундинський», Марія Іванівна перейшла працювати туди і відпрацювала на цьому підприємстві 30 років. Стала майстром доїльного виробництва. Завжди була передовиком сільського господарства. Багато років була лідером за виробничими показниками.
Указом Президії Верховної Ради СРСР від 8 квітня 1971 року за отримання високих результатів у сільському господарстві і рекордні показники у тваринництві Марії Іванівні Заболотній присвоєно звання Героя Соціалістичної Праці з врученням ордена Леніна і медалі «Серп і Молот».
Продовжувала і далі працювати в сільському господарстві. З 1980 року на заслуженому відпочинку.
Проживала в селищі Жовтневий Кулундинського району. Померла 16 липня 2011 року.

## Нагороди
- золота зірка «Серп і Молот» (08.04.1971)
- два ордени Леніна (22.03.1966, 08.04.1971)
- інші медалі.